# Nissaström
Nissaström is een plaats in Zweden, in de gemeente Halmstad in het landschap Halland en de provincie Hallands län. De plaats heeft 84 inwoners (2000) en een oppervlakte van 17 hectare.